# Ponteira
 (décembre 2022).
Si vous disposez d'ouvrages ou d'articles de référence ou si vous connaissez des sites web de qualité traitant du thème abordé ici, merci de compléter l'article en donnant les références utiles à sa vérifiabilité et en les liant à la section « Notes et références ».
La ponteira (pointe en métal d'une canne ou d'un instrument, en portugais), également appelée pontapé ("coup avec la pointe du pied"), est un coup de pied direct fouetté percutant de capoeira qui consiste à frapper l'adversaire au plexus solaire (l'abdomen) avec le bol du pied (dessous des orteils).
C'est un coup de pied dangereux qui est principalement utilisé sérieusement pour le "jogo duro". Il est comparable au "ap tchagui" du taekwondo.

## Technique
- Lever le genou plié devant soi en se protégeant le visage.
- Déplier le genou en tendant la jambe pour frapper l'adversaire à l'abdomen en se protégeant le visage avec le bras opposé à la jambe de frappe.
- Ramener vite la jambe.